# Lycosa wulsini
Lycosa wulsini este o specie de păianjeni din genul Lycosa, familia Lycosidae, descrisă de Fox, 1935. Conform Catalogue of Life specia Lycosa wulsini nu are subspecii cunoscute.